# Epirinus silvestris
Epirinus silvestris är en skalbaggsart som beskrevs av Yves Cambefort 1978. Epirinus silvestris ingår i släktet Epirinus och familjen bladhorningar. Inga underarter finns listade i Catalogue of Life.